# Antoni Julian Motz
Antoni Julian Motz (ur. 23 lutego 1904 w Warszawie, zm. 17 września 1940 w Palmirach) – polski lekarz, działacz Komendy Obrońców Polski.

## Życiorys
Był synem  Antoniego i Zofii z Kiedrzyńskich, absolwentem z 1921 Gimnazjum im. Jana Zamoyskiego w Warszawie. W czasie wojny polsko-rosyjskiej 1920 służył w 9 Dywizjonie Artylerii Konnej. Studiował medycynę na Uniwersytecie Warszawskiem w latach 1923- 1926. Po studiach został adiunktem  w szpitalu Dzieciątka Jezus oraz pracownikiem Pogotowia Ratunkowego. W latach 30. współwłaściciel kliniki lekarskiej “5555″. W czasie okupacji niemieckiej pracował w II Oddziale Chirurgicznym Szpitala Dzieciątka Jezus w Warszawie, organizator służby zdrowia ZWZ. Zaangażowany w tajne  nauczanie na UW w zakresie nauk medycznych. Aresztowany przez Gestapo za ukrywanie i leczenie rannego oficera. Więziony w alei Szucha, od 26 czerwca 1940 na Pawiaku, rozstrzelany w zbiorowej egzekucji w Palmirach.